# Dietmar Beiersdorfer
Dietmar Beiersdorfer est un footballeur allemand né le 16 novembre 1963 à Fürth.

## Carrière
- 1985-1986 : Greuther Fürth  Allemagne
- 1986-1992 : Hambourg SV  Allemagne
- 1992-1996 : Werder Brême  Allemagne
- 1995-1996 : FC Cologne  Allemagne
- 1996-1997 : Reggiana AC  Italie[1]

## Palmarès
- 1 sélection et 0 but avec l'équipe d'Allemagne en 1991
- Champion d'Allemagne en 1993 avec le Werder Brême
- Finaliste de la Supercoupe d'Allemagne : 1987